# Kino Piast w Katowicach

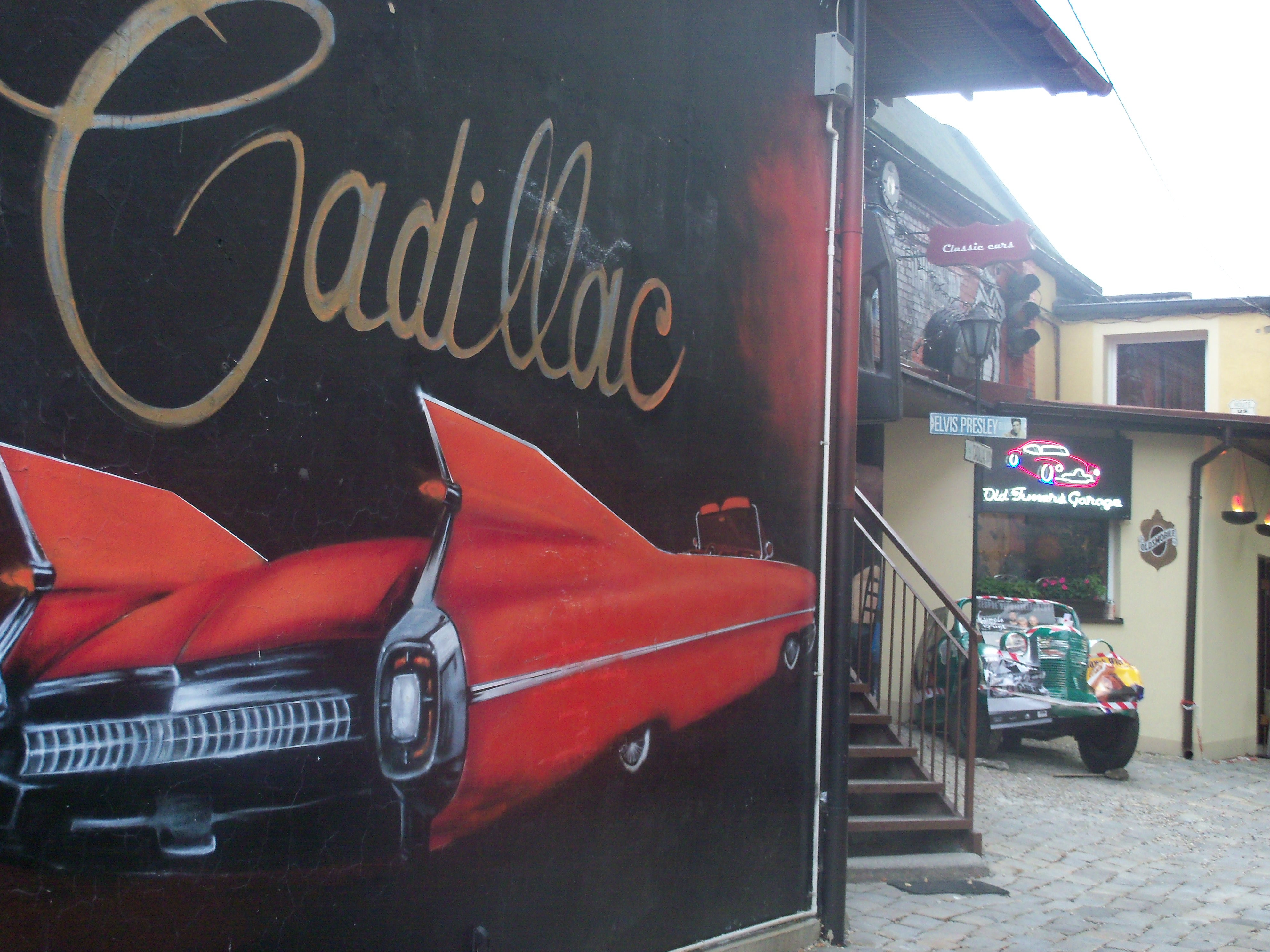
Klub Old Times Garage w budynku dawnego kina Piast

Kino Piast w Katowicach − nieistniejące kino, funkcjonujące w latach 1933−1991 w Piotrowicach (obecnie dzielnica Katowic), przy ul. gen. Zygmunta Waltera-Jankego 132.
Budynek kina wzniesiono w 1933, obok dawnego obiektu ośrodka zdrowia. Pierwszym właścicielem był p. Wilczek (kierował on budową kina), a następnie: Gajdzik, Marcel, Ledwik. Sala kinowa posiadała 380 miejsc siedzących. Największą frekwencję na projekcjach filmowych odnotowano w czasie II wojny światowej. W 1970 i 1971 przeprowadzono remont kina − główny ekran umieszczono po południowej, przeciwnej niż wcześniej, stronie. Wymieniono także fotele. Repertuar wymieniano co dwa lub trzy dni. W 1988 rozpoczęto wyświetlanie filmów video. W styczniu 1991 kino zamknięto.
Obecnie w budynku dawnego kina funkcjonuje Klub Old Times Garage z muzeum samochodów, utworzonym przez Adama Grządziela.